# Dermatoza simpleks
Dermatitis simplex je enostavno vnetje kože, ki nastane kot posledica delovanja zunanjih vplivov na kožo.